# Opel Admiral B
L'Opel Admiral B est une voiture « haut de gamme » du constructeur allemand Opel. Elle succède à l'Opel Admiral A, et fait partie du trio Kapitän-Admiral-Diplomat (KAD). Équipée d'un moteur 2.8 développant entre 132 et 165 ch, elle est dévoilée en mars 1969 au salon de Genève, et a été construite à 33 622 exemplaires entre 1969 et 1977.